# Cmentarzysko (Dolina Będkowska)
Cmentarzysko – grupa skał w środkowej części Doliny Będkowskiej na Wyżynie Krakowsko-Częstochowskiej. Znajduje się w dolnej części lewych zboczy doliny, naprzeciwko skał Dupa Słonia i Babka, administracyjnie w granicach wsi Będkowice w województwie małopolskim, w powiecie krakowskim, w gminie Wielka Wieś. Należąca do grupy Cmentarzyska charakterystyczna skalna igła o nazwie Iglica znajduje się na dnie doliny tuż przy szlaku turystycznym, pozostałe skały znajdują się na zboczu w głębi lasu. Wspinacze skalni w grupie Cmentarzyska wyróżniają skały: Iglica, Lewe Cmentarzysko, Prawe Cmentarzysko, Cyrk Cmentarzyska, Przydrożna. Wszystkie skały są obiektem wspinaczki skalnej.
- Cyrk Cmentarzyska: 10 dróg wspinaczkowych (3 z nich to dopiero propozycje) o trudności V – VI.5+ w skali Kurtyki i długości 16–25 m,
- Prawe Cmentarzysko: 1 droga o trudności V+ i długości 15 m,
- Lewe Cmentarzysko: 11 dróg o trudności V-VI.5 i długości 15–30 m[3].

19 dróg posiada dobrą asekurację – 6–10 ringów (r) i stanowiska zjazdowe (st).
Niemal wszystkie mają zamontowane stałe punkty asekuracyjne: ringi (r), stanowisko zjazdowe (st) lub ring zjazdowy (rz).

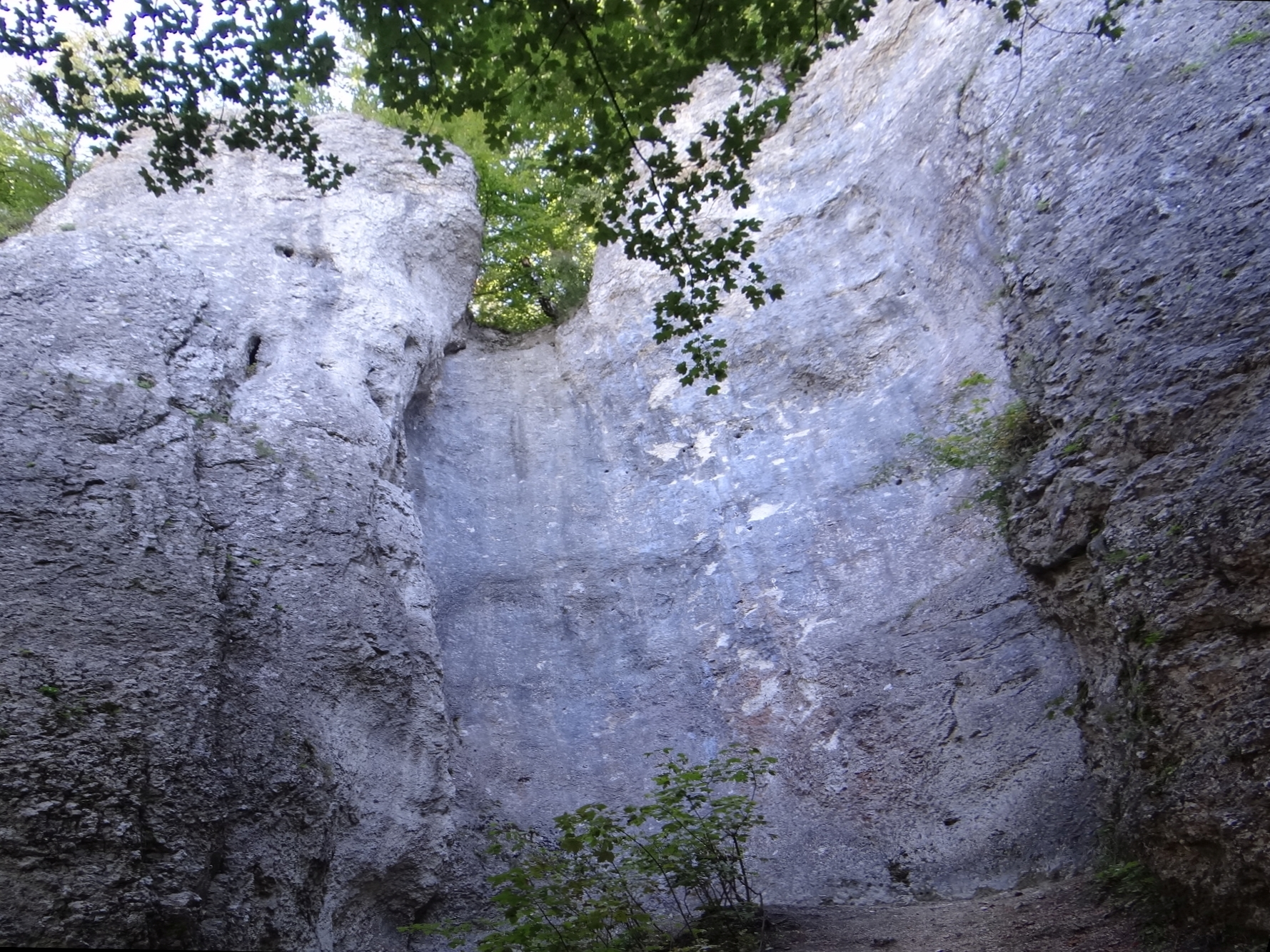
Lewe Cmentarzysko i Cyrk Cmentarzyska
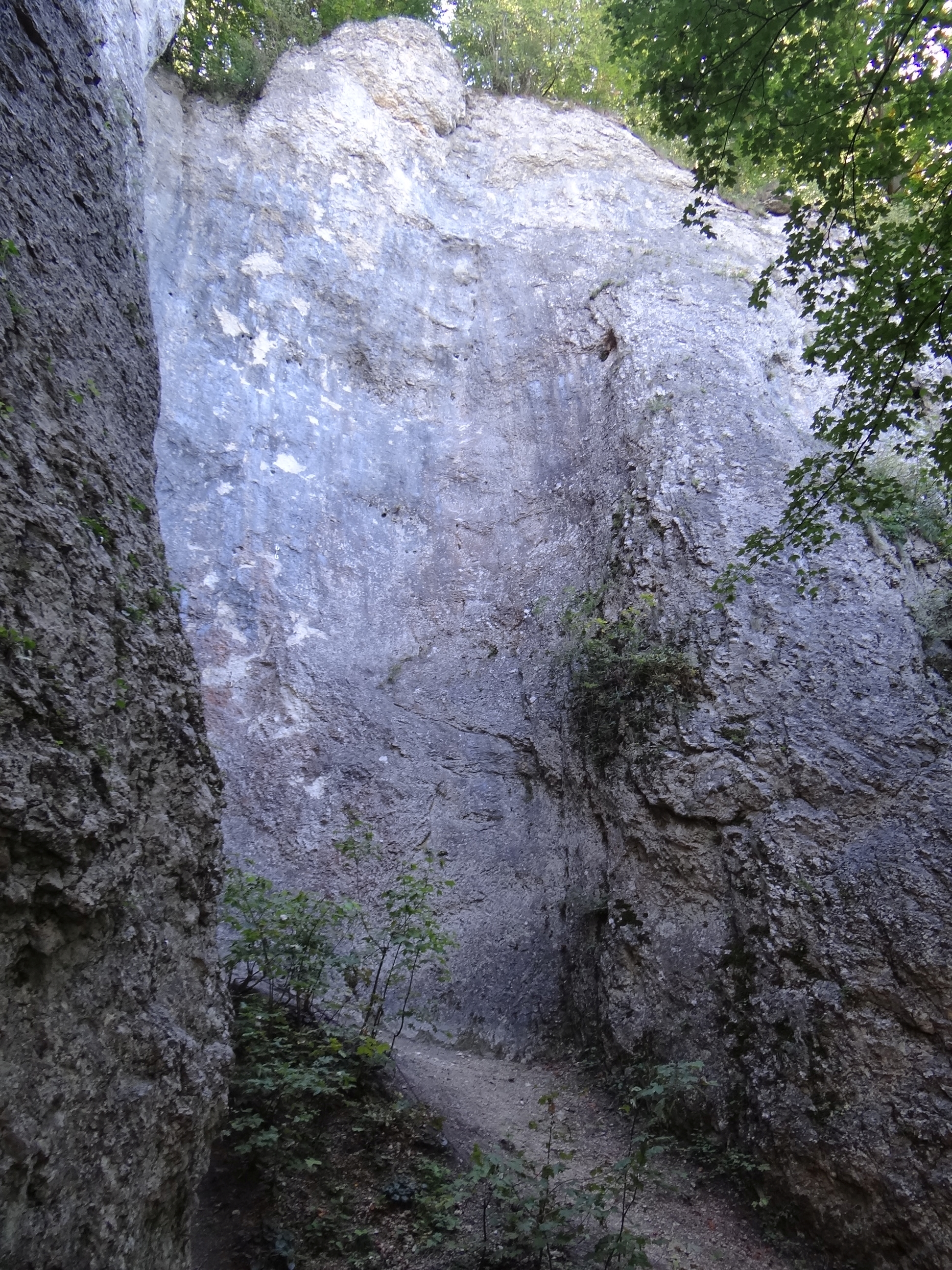
Prawe Cmentarzysko
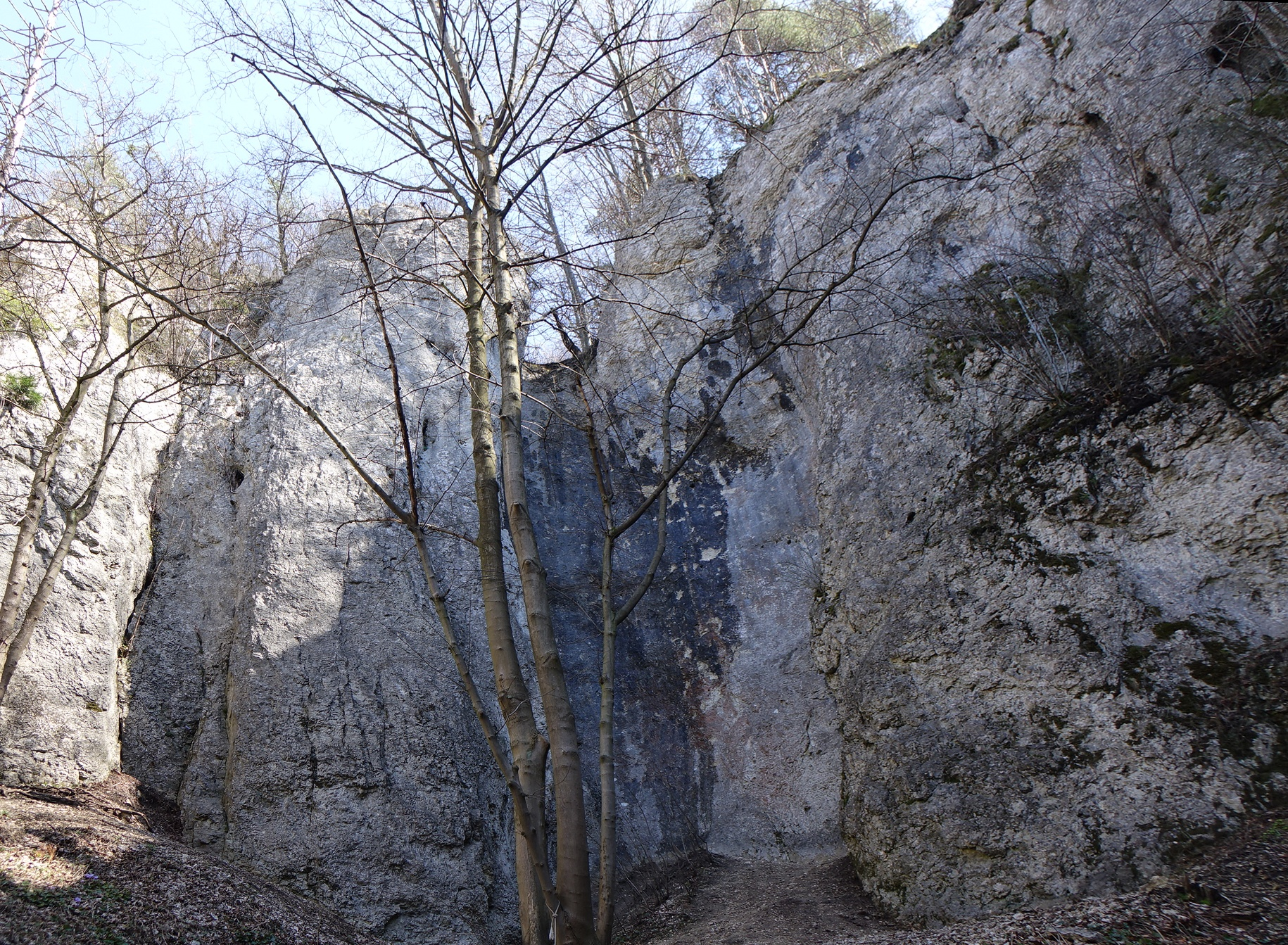
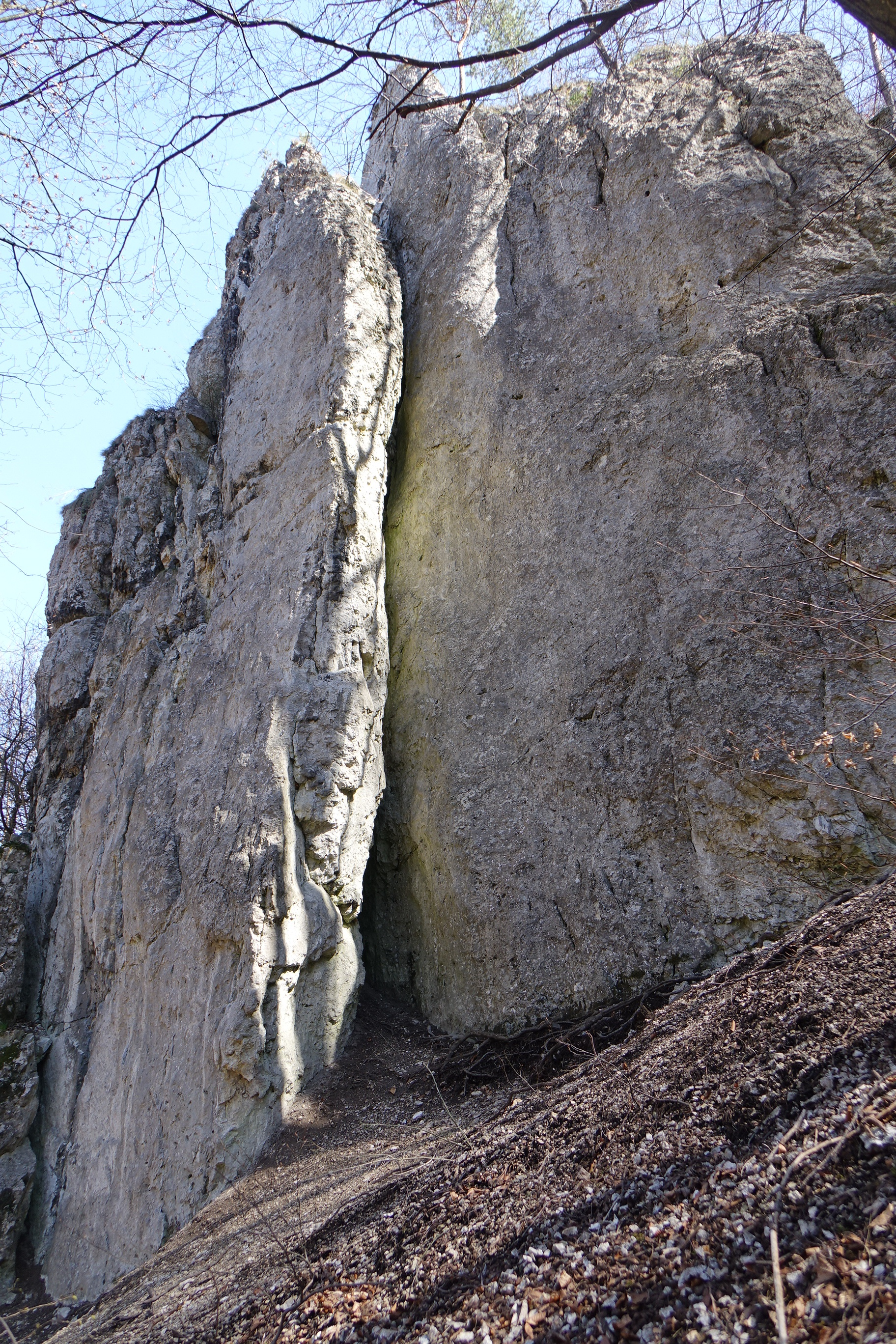

## Drogi wspinaczkowe
Cmentarzysko
1. Możliwość;
2. Możliwość;
3. Pół komina; V, 6r + st, 18 m
4. Immanuel Kancik; VI, 10r + st, 18 m
5. Droga; 9r + 2st,
6. Fałszywa rysa; V+, 8r + st, 16 m
7. Magia i miecz; VI.3/3+, 8r + st, 25 m
8. WdUpie.com; VI.2, 8r + st, 25 m
9. Możliwość;
10. Trwoga archeologa; VI.5+, 7r + st, 25 m
11. Projekt; 7r
12. Wyjście awaryjne; VI.6, 9r + st, 25 m
13. Feniks; VI.6+ 10r + st, 25 m
14. WKR; VI.3+ 10r + st, 25 m

Prawe Cmentarzysko
1. Droga Piotrusia P.; V-, 8r + st, 15 m[3].